# جامعة أيزو
جامعة أيزو (باليابانية: 会津大学, Aizu Daigaku) تقع في مدينة أيزواكاماتسو في اليابان. وهي أول جامعة تخصصت في مجال هندسة علوم الكمبيوتر في اليابان. يدرس فيها 1100 طالب.